# Danilo Oliveira (Fußballspieler, 1995)
Danilo Oliveira (* 23. Juni 1995 in Rondonópolis), mit vollständigen Namen Danilo Oliveira Alves Farias, ist ein brasilianischer Fußballspieler.

## Karriere
Danilo Oliveira erlernte das Fußballspielen in den Jugendmannschaften vom Tanabi EC und dem FC São Paulo. Seinen ersten Vertrag unterschrieb er 2014 bei seinem Jugendverein Tanabi EC. Über die brasilianischen Stationen Itumbiara EC, Rio Preto EC, Comercial FC, São Carlos FC und dem Murici FC wechselte er 2017 in die Türkei. Hier schloss er sich Çarşambaspor aus Çarşamba an. 2018 zog es ihn nach Portugal, wo er bei dem Zweitligisten CD Mafra in Mafra unter Vertrag stand. In seine Heimat kehrte er 2019 zurück. Hier spielte er bis August 2021 für CA Votuporanguense, União Frederiquense, CA Metropolitano, Murici FC und den Camboriú FC. Real Estelí FC, ein Erstligist aus Nicaragua, verpflichtete ihn Anfang September 2021. Mit dem Verein aus Estelí belegte er den zweiten Platz der Apertura. Ende Juni 2022 ging er nach Asien. Hier schloss er sich in Thailand dem Erstligisten Police Tero FC an. Nach vier Ligaspielen wechselte er im Januar 2023 zum Zweitligisten Raj-Pracha FC. Am Ende musste er mit dem Verein aus der Hauptstadt Bangkok in die Thai League 3dritte Liga absteigen. Für den Hauptstadtverein bestritt er 15 Zweitligaspiele. Nach dem Abstieg verließ er den Verein und schloss sich in den Vereinigten Arabischen Emiraten dem Zweitligisten Al Jazirah Al Hamra Club an.